# Jack Carpenter
John T. «Jack» Carpenter (18 de septiembre de 1984) es un actor estadounidense.

## Filmografía

### Cine
- Lipshitz Saves the World (2007)
- Sydney White (2007)
- Held Up (2008)
- The Journal (2008)
- I Love You, Beth Cooper (2009)
- Harvest (2010)
- Hitched Brett (2010)
- Putzel (2012)

### Televisión
- The Return of Jezebel James (2008)
- Law & Order (2009)
- The Good Wife (2011)